# Мараваль, Хосе Антонио
Хосе́ Анто́нио Марава́ль Касесно́вес (исп. José Antonio Maravall Casesnoves; 1911, Хатива — 1986, Мадрид) — виднейший испанский историк, эссеист.

## Биография
Родился в Валенсии. Начинал учиться в университете Мурсии, закончил Мадридский университет Комплутенсе, где его наставником был Хосе Ортега-и-Гассет. В юности был близок к фалангизму, вместе с Леопольдо Панеро основал и возглавил «правый» журнал Новое обозрение.
Позднее его работа историка была в основном посвящена, напротив, испанскому либерализму, процессу модернизации страны, идеям прогресса. Преподавал в университете Лагуны (Тенерифе), мадридском университете Комплутенсе, Сорбонне (1969—1971), университете Миннесоты (1978—1980).
Сын — Хосе Мария Мараваль, министр образования в правительстве Фелипе Гонсалеса (с 1982).

## Научные интересы и подход
Развивал в Испании подходы истории идей. Автор ряда трудов по методологии исторической науки. Наиболее известен работами о культуре барокко, истории политических идей и учений.

## Труды
- El humanismo de las armas en Don Quijote (1948).
- Понятие Испании в средние века/ El concepto de España en la Edad Media (1954, переизд. 1997).
- La historia y el presente (1955).
- Испанская политическая философия XVII века в её отношении к духу Контрреформации/ La philosophie politique espagnole au XVIIe siècle dans ses rapports avec l’esprit de la Contre-Réforme (1955, на фр. яз.).
- Теория исторического познания/ Teoría del saber histórico (1958, переизд. 2008).
- Ортега и наша нынешняя ситуация/ Ortega en nuestra situación (1959).
- Менендес Пидаль и история мысли/ Menéndez Pidal y la historia del pensamiento (1960).
- Веласкес и дух современности/ Velázquez y el espíritu de la modernidad (1960, переизд. 1987, 1999).
- Carlos V y el pensamiento político del Renacimiento (1960, переизд. 1999).
- Коммуны Кастилии. Первая революция современной эпохи/ Las Comunidades de Castilla. Una primera revolución moderna (1963, переизд. 1998).
- Социальный мир Селестины/ El mundo social de «La Celestina» (1964, переизд. 1986).
- Древние и новые. Идея прогресса в первоначальном развитии общества/ Antiguos y modernos. La idea de progreso en el desarrollo inicial de una sociedad (1966, переизд. 1998).
- Современное государство и общественное сознание в XV—XVII вв./ Estado Moderno y mentalidad social: siglos XV al XVII (1972).
- La oposición política bajo los Austrias (1972).
- Театр и литература в обществе эпохи барокко/ Teatro y literatura en la sociedad barroca (1972, переизд. 1990).
- Культура барокко. Анализ исторической структуры/ La cultura del Barroco. Análisis de una estructura histórica (1975, переизд. 2002, 2011; англ. пер. 1986).
- Утопия и антиутопия в Дон-Кихоте/ Utopía y contrautopía en «El Quijote» (1976, переизд. 2005, 2006; англ. пер. 1991).
- Власть, честь и элиты в XVII веке/ Poder, honor y élites en el siglo XVII (1979, переизд. 1989).
- Утопия и реформизм в Испании при австрийцах/ Utopía y reformismo en la España de los Austrias (1982).
- Estudios de Historia del pensamiento español. Edad Media (1983).
- Estudios de Historia del pensamiento español. La época del Renacimiento (1984).
- Estudios de Historia del pensamiento español. El siglo del Barroco (1984).
- Плутовская литература в её социальной истории/ La literatura picaresca desde la historia social (1986).
- Estudios de Historia del pensamiento español. Siglo XVIII (1991).
- Теория государства в Испании XVII века/ Teoría del Estado en España en el siglo XVII (1997).
- Статьи по военной истории/ Escritos de historia militar (2007).

## Публикации на русском языке
- Утопия и реформизм// Утопия и утопическое мышление/ Сост., общ. ред и предисл. В. А. Чаликовой. — М.: Прогресс, 1991. — С. 210—232.

## Признание
Член Испанской Королевской Академии истории (Мадрид), Королевской академии литературы (Барселона), почётный доктор Тулузского университета. Национальная премия по эссеистике (1987).